# Paul Zamecnik

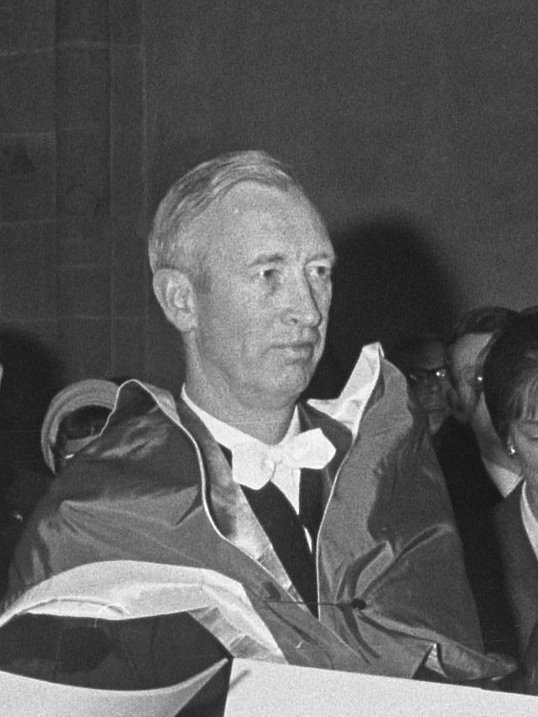
Paul Zamecnik (1966)

Paul Charles Zamecnik (ur. 1912 w Cleveland, zm. 27 października 2009 w Bostonie) – amerykański biolog molekularny, współodkrywca tRNA, pionier terapii antysensowej.

## Życiorys
Od 1929 uczęszczał do Darthmouth College. W 1934 ukończył na tej uczelni zoologię oraz chemię, a także dwuletni kurs w Darthmouth Medical School. Studia poszerzał na Harvard Medical School, którą ukończył zdobyciem tytułu doktora w 1936. Po ukończeniu studiów odbywał praktyki onkologiczne w Huntington Memorial Hospital, a później praktykował w University Hospitals w Cleveland. Następnie wyjechał do Europy, gdzie między 1939 a 1940 kształcił się i współpracował z Carlsberg Laboratories w Kopenhadze. Tam miał okazję współpracować z ekspertami takimi jak Niels Bohr czy George de Hevesy. 
Po powrocie do Europy pracował w Rockefeller Institute for Medical Research w Nowym Jorku, w pracowni Maxa Bergmanna. Po dwóch latach znalazł zatrudnienie w Harvard Medical School, gdzie był instruktorem. W 1956 uzyskał tytuł profesora. Prowadził też badania w Massachusetts General Hospital, gdzie założył własną pracownię.  W 1979 przeszedł na emeryturę. Po przejściu na emeryturę kontynuował badania w Worcester Foundation for Biomedical Research. W 1990 założył firmę biofarmaceutyczną Hybridon (później Idera Pharmaceuticals). Był członkiem m.in.  American Academy of Arts and Sciences, National Academy of Sciences oraz American Philosophical Society

## Osiągnięcia naukowe
Około 1956 Zamecnik wraz z Mahlonem Hoaglandem i Mary Stephenson odkryli kluczową w procesie tworzenia białek cząsteczkę, którą nazwali transfer RNA (tRNA). Wyniki swoich badań opublikowali w 1958 w "Journal of Biological Chemistry". W latach 70., ponownie wraz z Mary Stephenson, opracował metodę blokowania ekspresji wybranych genów, co pozwoliło na opracowanie nowego typu leków, opartych na działaniu oligonukleotydów, i nowatorskiej metody leczenia, tzw. terapii antysensowej (antisense therapy). W 1991 został uhonorowany Narodowym Medalem Nauki. W 1996 otrzymał Nagrodę Laskera za wybitne osiągnięcia naukowe.